# شهرستان اوزاوکی (ویسکانسین)
شهرستان اوزاوکی، ویسکانسین (به انگلیسی: Ozaukee County, Wisconsin) یک سکونتگاه مسکونی در ایالات متحده آمریکا است که در ویسکانسین واقع شده‌است.

## خصوصیات
شهرستان اوزاوکی ۲٬۸۹۰٫۴۴ کیلومترمربع مساحت دارد.